# Muziekinstrumentenmuseum van Céret
Het Muziekinstrumentenmuseum van Céret (Frans: Musée des instruments de Céret, MúSIC) is een museum in Céret in het Franse departement Pyrénées-Orientales.

## Ligging
Het museum bevindt zich in het oude centrum van Céret en is ondergebracht in het gebouw van het voormalige ziekenhuis Saint-Pierre, dat grenst aan de kapel van Saint-Roch. Het oude ziekenhuis werd in 1649 gebouwd.

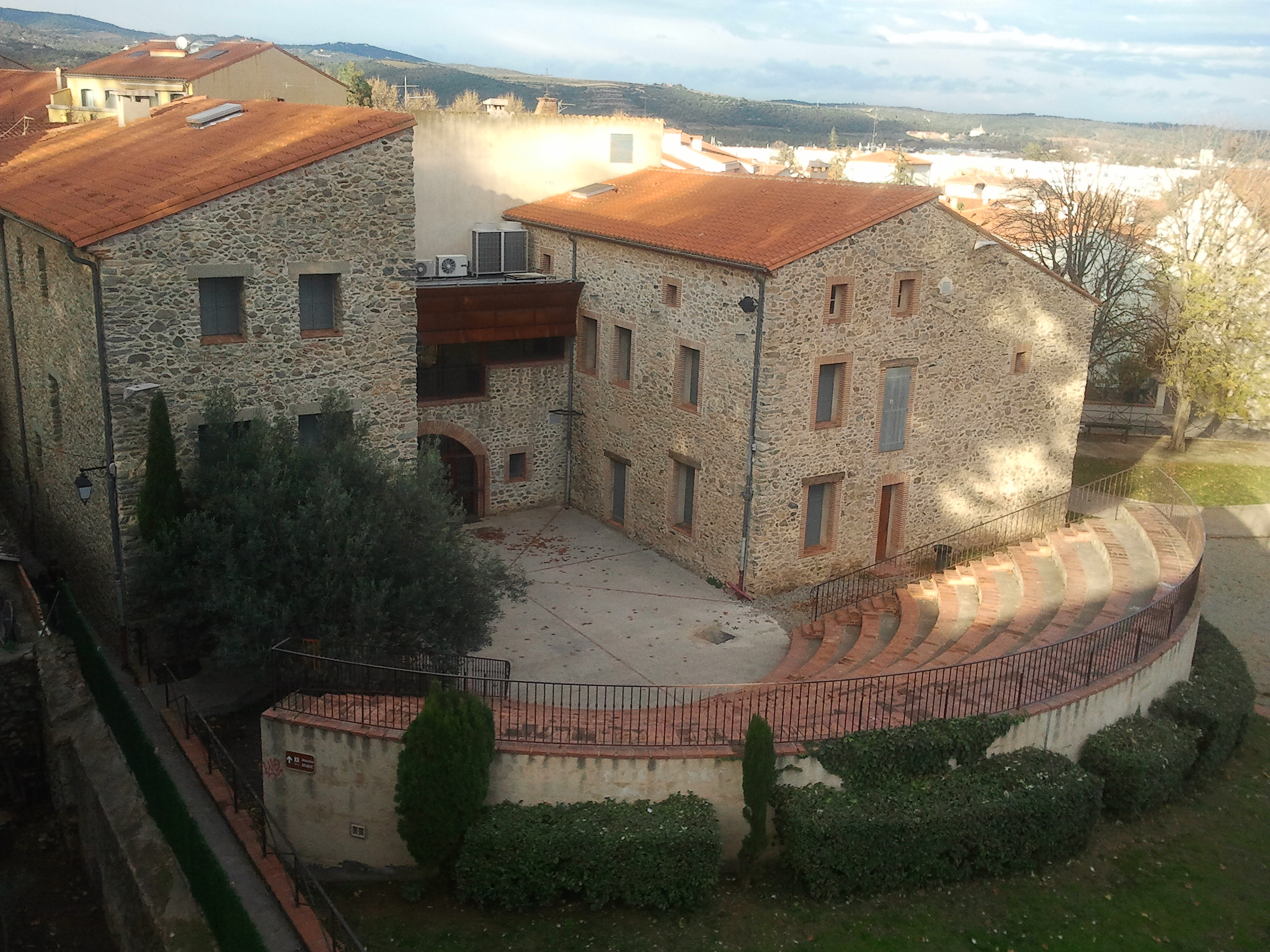
De achterkant van het museum en theater

## Geschiedenis
Het museum vindt zijn oorsprong in de eerste lokale verenigingen voor de dansstijl sardana: de Foment de la sardane de Céret (geleid door Roger Raynal en Joseph Burch) de Féderation sardaniste du Roussillon (waarin sinds 1976 de verschillende verenigingen van het departement zijn verenigd) en het Institut de musique populaire et méditerranéenne (IMPEM, instituut voor volksmuziek en mediterrane muziek). Het IMPEM werd tevens opgericht door Raynal en bestrijkt een groter gebied dan het departement alleen. Op 28 september 1983 tekenden de stad Céret en IMPEM een contract voor renovatie van het oude ziekenhuis Saint-Pierre en de uiteindelijke vestiging aldaar.
Het Centre internacional de música popular (CIMP) werd in 1987 opgericht. Het herbergt ook vertegenwoordigers van de stad en van IMPEM. Het CIMP is sindsdien de nieuwe beheerder van het gebouw en staat onder leiding van Raynal.
Het muziekinstrumentenmuseum van Céret werd op 18 mei 2013 in aanwezigheid van senaatsvoorzitter Jean-Pierre Bel geopend. In de eerste circa vier maanden sinds de opening, van half mei tot september 2013, trok het museum 3300 bezoekers.

## Collectie
Het museum beschikt over ongeveer 2500 stukken, waarvan er 400 aan het publiek worden getoond. Een bijzondere deelcollectie betreft een verzameling hobo's van over de hele wereld. De verzameling werd bijeengebracht door het koppel Heinz Stefan Herzka en Verena Nil en wordt gerekend tot een van de grootste collecties hobo's ter wereld. Ze lieten de verzameling na aan de stad Céret om er een museum mee in te richten. Daarnaast zijn er de voornamelijk traditionele Catalaanse instrumenten te zien die het CIMP in de collectie had.
Het museum heeft een collectie van rond 1200 partituren voor cobla's, de traditionele Catalaanse muziekensembles.

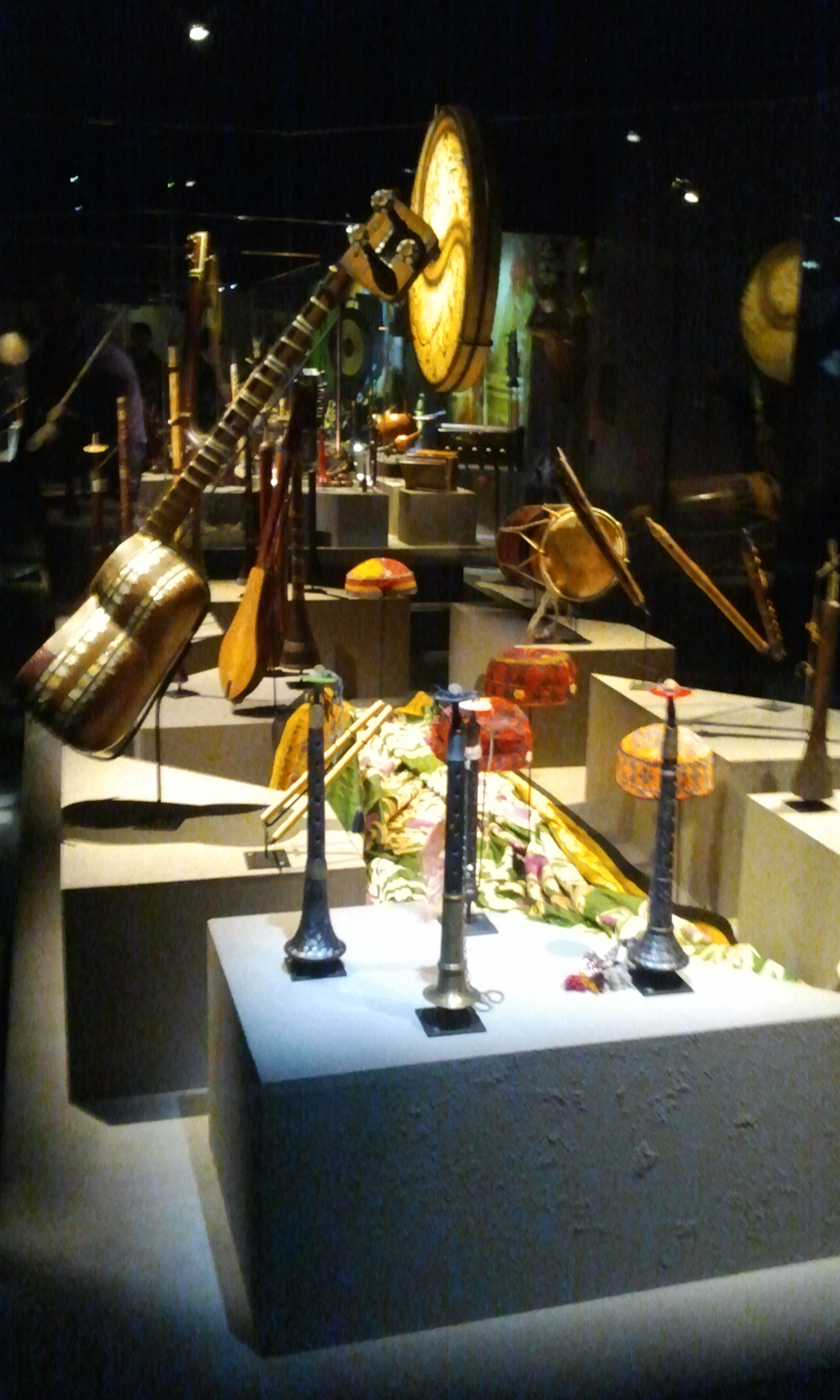
Vitrine
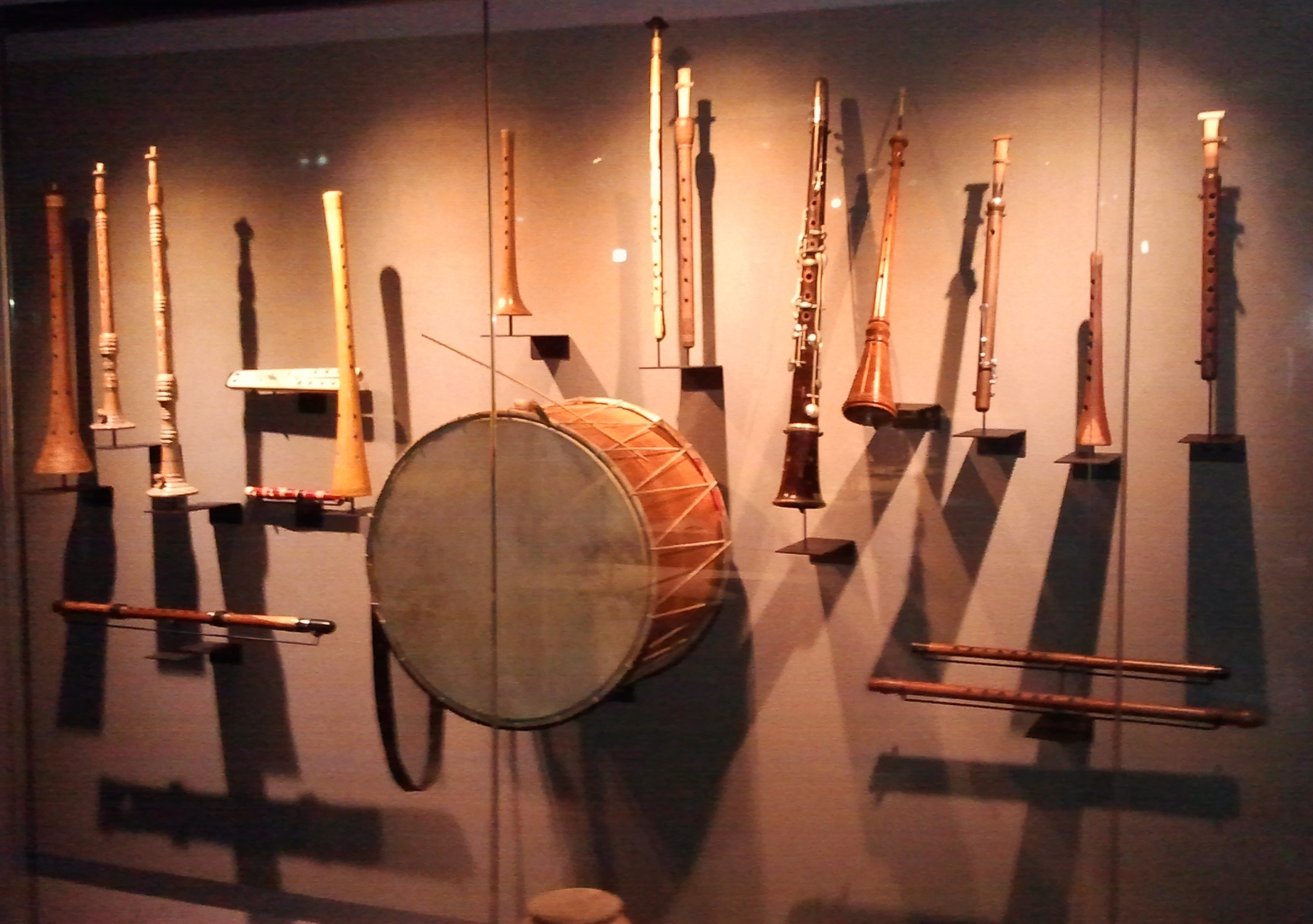
Vitrine
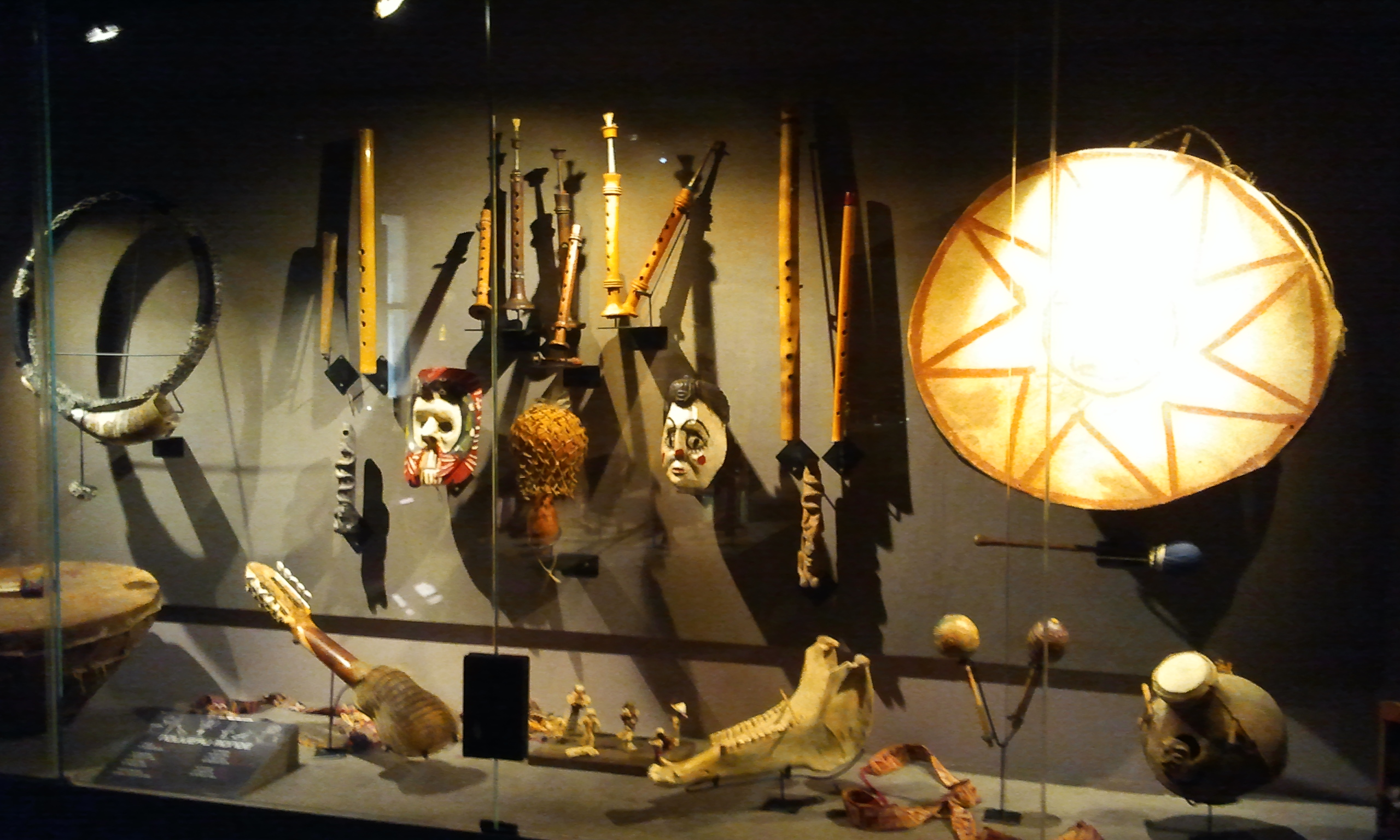
Vitrine
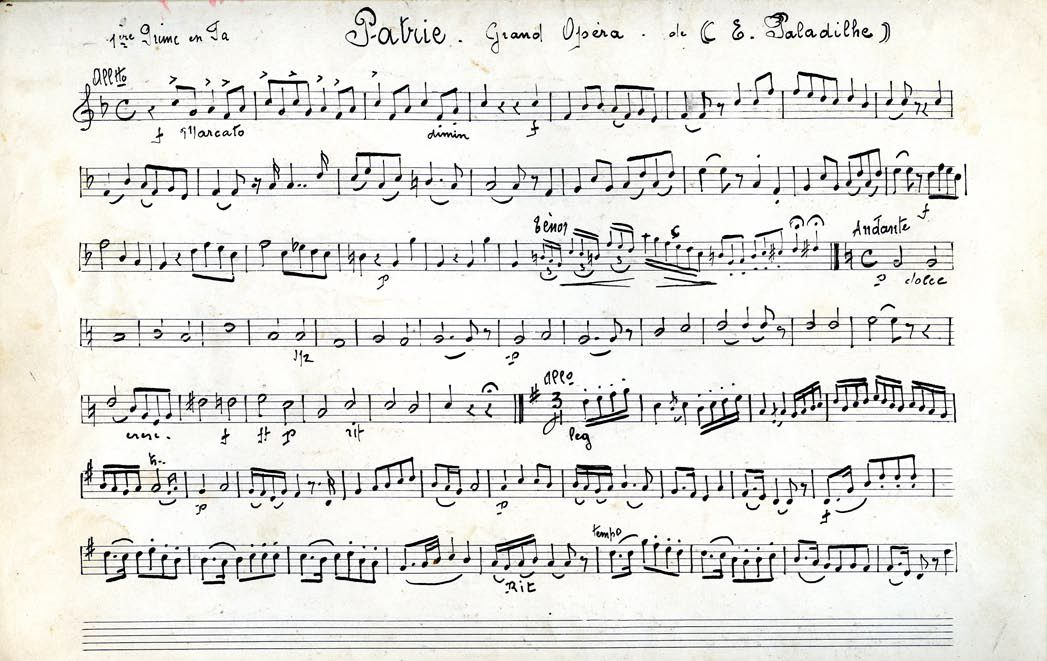
cobla-partituur

## Evenementen

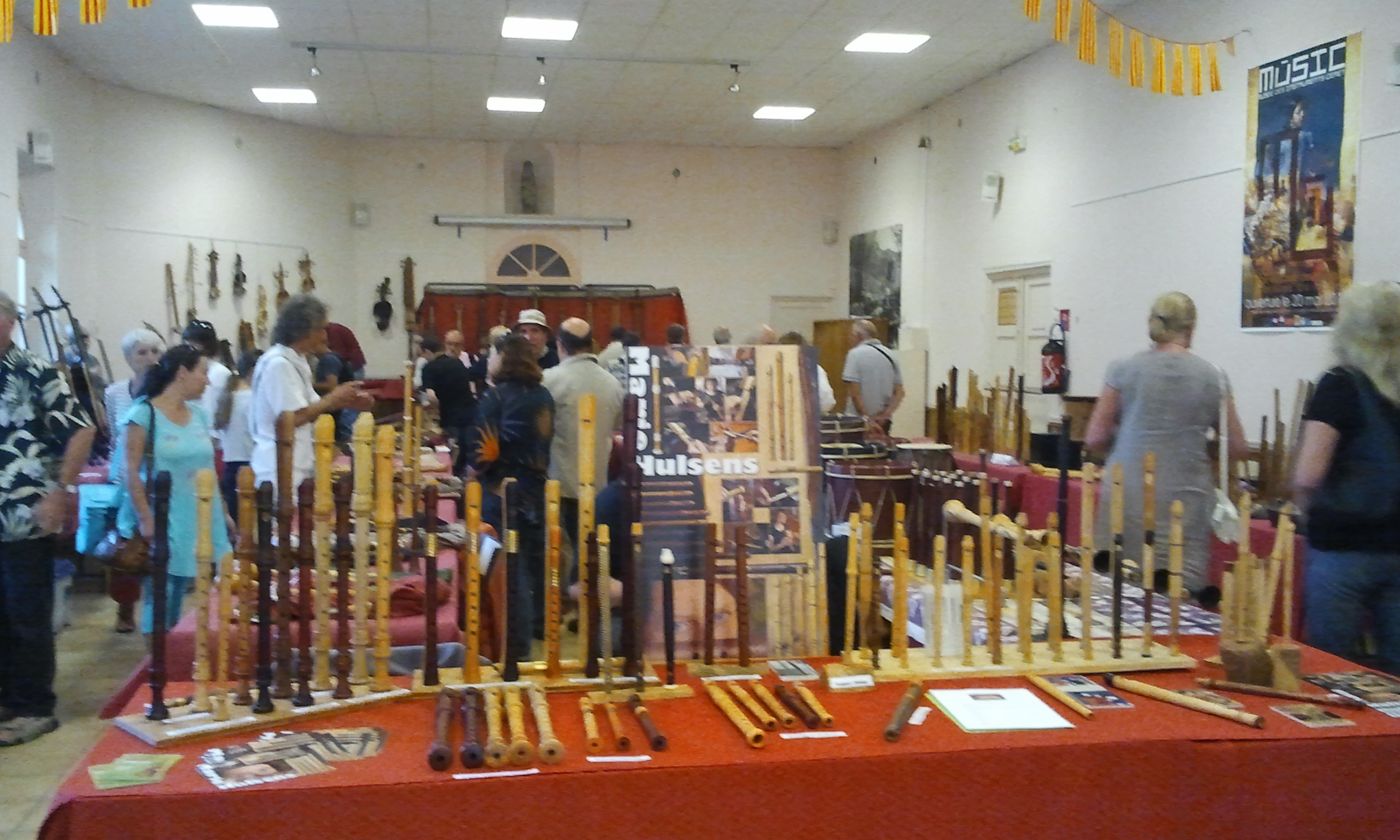
Atelier voor instrumentenbouw, 2013

Eind september 2013 organiseerde het museum de dertiende editie van het festa del joglar. Bij die gelegenheid vindt jaarlijks een tentoonstelling voor instrumentenmakers plaats.